# Saubens
Saubens és un municipi francès del department de l'Alta Garona, a la regió Occitània.
Municipi situat a 17 km al sud de Tolosa i a 5 km al nord de Muret, a la llera del riu Garona.